# Euxoa piniae
Euxoa piniae là một loài bướm đêm trong họ Noctuidae.